# Romanos I
Romanos I Lakapenos eller Lekapenos   (grekiska: Ρωμανός Α΄ Λακαπήνος), född omkring 870, död 15 juni 948, var bysantinsk kejsare 919-944. 
Han var en lågättad armenier, som genom sin tapperhet blev amiral för Donauflottan samt sedan chef för de utländska gardestrupperna i Konstantinopel och kejsarinnan Zoës älskare. Han gifte sin dotter Helena med den unge Konstantin VII Porfyrogennetos. Han utbytte snart den höga rangen av  basileopater (kejsarfader) mot den ännu högre av medkejsare. 
Romanos förstod att försvara de östromerska besittningarna i Italien mot såväl langobarderna i Benevento och Salerno som mot fatimiderna. Genom den armeniske generalen Kurkuas återerövrades Armenien. 941 blev ryssarna under storfursten Igor tillbakaslagna från Konstantinopel. Romanos hade utnämnt tre av sina söner till medkejsare, men de gjorde uppror och satte Romanos i kloster på ön Prote i Marmarasjön. 